# Paulo Teixeira Jorge
Paulo Teixeira Jorge, angolski politik, * 1934, † 26. junij 2010.
Med letoma 1976 in 1984 je bil minister za zunanje zadeve Angole.